# Sulky

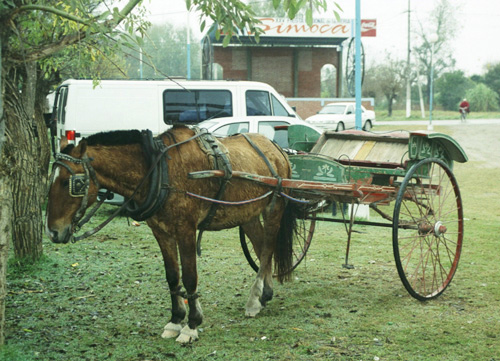
Sulky rural.

El sulky o sulqui es un pequeño carruaje, por lo general para uno o dos pasajeros, que se utiliza como una forma de transporte rural en muchas partes del mundo. Destaca por su sencilla construcción y escaso peso.
Consta de dos grandes ruedas montadas sobre dos pequeños muñones de hierro que salen por debajo de los costados del asiento y dos varas de tiro sin muelle. El caballo se unce muy corto, tanto que va entre las piernas del conductor, cuyos pies se apoyan sobre dos pequeñas escuadras que van fijas a las varas.

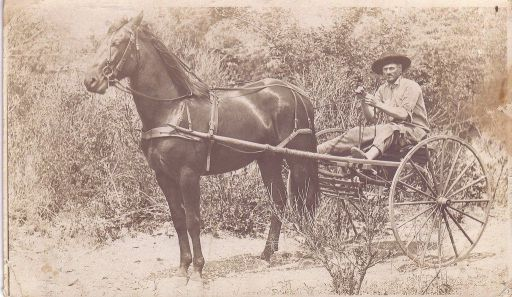
Un huaso sobre una cabrita (1909).

Inmigrantes ingleses introdujeron el sulky en Argentina en el siglo XIX. En Simoca, provincia de Tucumán, en el noroeste argentino, se puede encontrar la mayor cantidad de estos carruajes en pleno funcionamiento. Tanto es así que esta localidad ha sido declarada Capital Nacional del Sulky, razón por la cual desde el decenio de los sesenta se realiza en verano el Festival Nacional del Sulky, que incluye danzas y música folclórica con destacados intérpretes del país, siendo su principal atracción el desfile de 'sulquis' y otros carruajes junto a las caballerías gauchas. La presencia del sulky en Simoca amerita la existencia de talleres que fabrican y reparan estos cómodos carruajes en pleno siglo XXI.
Hoy en día existen sulkys modernos que se usan como deporte para carreras de trote en Argentina, Australia, Canadá, Estados Unidos y Nueva Zelanda.